# Кеннондейл (Коннектикут)
Кеннондейл (англ. Cannondale) — переписна місцевість (CDP) в США, в окрузі Ферфілд штату Коннектикут. Населення — 396 осіб (2020).

## Географія
Кеннондейл розташований за координатами 41°12′58″ пн. ш. 73°25′30″ зх. д. / 41.21611° пн. ш. 73.42500° зх. д. (41.216034, -73.424873).  За даними Бюро перепису населення США в 2010 році переписна місцевість мала площу 0,80 км², уся площа — суходіл.

## Демографія
Згідно з переписом 2010 року, у переписній місцевості мешкала 141 особа в 45 домогосподарствах у складі 35 родин. Густота населення становила 176 осіб/км².  Було 50 помешкань (62/км²).
Расовий склад населення:
| - 90,8 % — білих - 4,3 % — чорних або афроамериканців - 2,1 % — азіатів |

До двох чи більше рас належало 2,1 %. Частка іспаномовних становила 2,8 % від усіх жителів.
За віковим діапазоном населення розподілялося таким чином: 34,0 % — особи молодші 18 років, 55,4 % — особи у віці 18—64 років, 10,6 % — особи у віці 65 років та старші. Медіана віку мешканця становила 41,8 року. На 100 осіб жіночої статі у переписній місцевості припадало 116,9 чоловіків;  на 100 жінок у віці від 18 років та старших — 111,4 чоловіків також старших 18 років.
За межею бідності перебувало 8,5 % осіб, у тому числі 0,0 % дітей у віці до 18 років та 12,0 % осіб у віці 65 років та старших.
Цивільне працевлаштоване населення становило 60 осіб. Основні галузі зайнятості: фінанси, страхування та нерухомість — 45,0 %, роздрібна торгівля — 18,3 %, науковці, спеціалісти, менеджери — 18,3 %.